# Municipio de DeWitt (Míchigan)
El municipio de DeWitt (en inglés: DeWitt Township) es un municipio ubicado en el condado de Clinton en el estado estadounidense de Míchigan. En el año 2010 tenía una población de 14321 habitantes y una densidad poblacional de 176,85 personas por km².

## Geografía
El municipio de DeWitt se encuentra ubicado en las coordenadas 42°48′46″N 84°32′36″O / 42.81278, -84.54333. Según la Oficina del Censo de los Estados Unidos, el municipio tiene una superficie total de 80.98 km², de la cual 80.37 km² corresponden a tierra firme y (0.75%) 0.61 km² es agua.

## Demografía
Según el censo de 2010, había 14321 personas residiendo en el municipio de DeWitt. La densidad de población era de 176,85 hab./km². De los 14321 habitantes, el municipio de DeWitt estaba compuesto por el 90.78% blancos, el 2.63% eran afroamericanos, el 0.59% eran amerindios, el 1.37% eran asiáticos, el 0.02% eran isleños del Pacífico, el 1.85% eran de otras razas y el 2.75% pertenecían a dos o más razas. Del total de la población el 6.13% eran hispanos o latinos de cualquier raza.